# Plagiochila porelloides
Plagiochila porelloides ist eine Lebermoos-Art aus der Familie Plagiochilaceae. Deutschsprachige Namen sind Kleines Schiefmundmoos und Kleines Muschelmoos.

## Merkmale
Plagiochila porelloides wird von der sehr ähnlichen und nahe verwandten Art Plagiochila asplenioides erst seit etwa 1980 systematisch abgetrennt und unterscheidet sich von dieser nur wenig. Plagiochila porelloides ist jedoch gewöhnlich in allen Teilen deutlich kleiner. Bei gelegentlich auftretenden Zwischenformen ist eine Zuordnung schwierig.
Die mäßig kräftigen bis kräftigen Pflanzen sind nicht oder seltener wenig verzweigt, werden 1,5 bis 7 Zentimeter lang und 2 bis 5,6 Millimeter breit, wachsen niederliegend bis aufsteigend und bilden grüne bis dunkelgrüne Rasen. Die an der Stämmchenoberseite herablaufenden Flankenblätter sind oval bis verkehrt eiförmig mit abgerundeter Blattspitze, asymmetrisch, quer eingebogen und oft muschelförmig hohl. Sie sind gewöhnlich 1,3 bis 2,4 Millimeter lang und 0,9 bis 2,4 Millimeter breit, selten noch länger und breiter. Der Blattrand ist meist klein gezähnt, seltener fast ganzrandig. Unterblätter sind sehr klein oder fehlen ganz.
Blattzellen sind abgerundet-sechseckig, in der Blattmitte 24 bis 44 µm groß, mit leicht verdickten Zellwänden und etwas verdickten Zellecken. Pro Zelle sind 4 bis 10 Ölkörper vorhanden.
Plagiochila porelloides ist zweihäusig. Perianthien ragen weit aus den Hüllblättern heraus, sind oben plattgedrückt und haben eine dornig gezähnte Mündung. Sporenkapseln sind oval, 70 bis 80 µm dick, die glatten Sporen sind 16 bis 18 µm groß. Sporenreife ist im Frühjahr, jedoch fruchtet die Art nur selten.

## Ökologie
Plagiochila porelloides wächst auf frischen bis feuchten, meist beschatteten, nährstoffreichen, kalkreichen bis mäßig basenreichen, nicht oder schwach humosen Standorten: meist in Wäldern auf Gestein, am Stammfuß von Bäumen und an Böschungen und Erdanrissen, jedoch selten direkt auf Erde.

## Verbreitung
In Europa ist die Art weit verbreitet, auch im hohen Norden. In Südeuropa fehlt sie in Tieflagen. Außerhalb von Europa gibt es Vorkommen in Asien, Nordamerika und Nordafrika.